# Изоставените деца на България
„Изоставените деца на България“ (на английски: Bulgaria's Abandoned Children) е документален филм на Би Би Си, излъчен по четвърти канал на 13 септември 2007 г. с режисьор журналистката Кейт Блюет. В продължение на час и двадесет минути филмът представя няколко месеца от живота на деца с умствени и физически увреждания в дома „Св. Петка“ в село Могилино, Община Две могили. Описан е от една страна като „90 минути неподправен ужас“, свидетелство за „абсолютната изолация от целия останал свят на децата в Могилино“, а от друга – като „подвеждане“, „некоректно представяне“ и „много умела манипулация на британската обществена телевизия“.